# Yax

Glifo del Yax

El yax es la décima veintena de días del sistema calendárico del Haab y simboliza a la «tormenta verde» y al planeta Venus.  Durante este período era la renovación del templo de Chaac, se leían pronósticos de los bacabes y se elaboraban imágenes y braseros de barro.  Según los mayas y su horóscopo los nacidos en este período era gente afable y práctica.